# Maison Cavaillé
La Maison Cavaillé est un bâtiment situé dans le village de La Masse, sur le territoire de la commune des Junies, en France.

## Localisation
La maison est située dans le département français du Lot.

## Historique
La maison a été construite au début du XIVe siècle.
La cheminée de la maison est classée au titre des monuments historiques le 15 avril 1931.